# Johannes Jaenicke (Prediger)

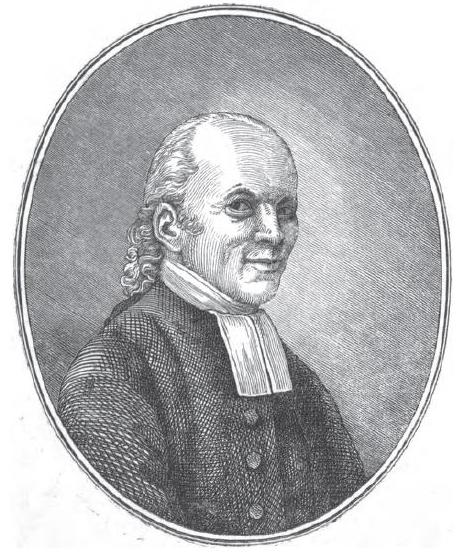

Johannes Jaenicke, (auch Jänicke, Jännecke, Jenjk, Jeník, Johann), (* 6. Juli 1748 in Berlin; † 21. Juli 1827 ebenda) war ein evangelischer Prediger in Berlin und Gründer der ersten Missionsschule in Deutschland im Jahr 1800.

## Leben und Wirken
Jänicke war ein Sohn des eingewanderten böhmischen Webers Paul Jenik und besuchte in Berlin die Realschule von Julius Hecker. Als Webergeselle ging er 1767 auf Wanderschaft nach Schlesien, wo er in Münsterberg Arbeit fand. Beim dortigen böhmischen Prediger Pokorny konnte er lernen und das Examen zum Schulmeister ablegen. Seine Lehrerlaufbahn begann er in Dresden, studierte aber dank einem adligen Gönner ab 1774 Evangelische Theologie und Philosophie bei Christian August Crusius in Leipzig. Er erhielt 1778 zunächst eine Anstellung als Lehrer in Barby und dann kurz als Geistlicher in Rixdorf. 1779 wurde er Zweiter und 1792 Erster Geistlicher an der böhmisch-lutherischen Gemeinde an der mit der böhmisch-reformierten Gemeinde simultan genutzten Bethlehemskirche in der Friedrichstadt zu Berlin, wo er bis zu seinem Tode tätig war. Sein theologisches Denken war nachhaltig von der herrnhutischen Frömmigkeit geprägt.
Gemeinsam mit dem von der Londoner Missionsgesellschaft zum Direktor der Mission für Deutschland ernannten August Carl Friedrich Freiherr von Schirnding (* 14. Oktober 1753 in Schleusingen; † 11. Juni 1812 in Dobrilugk) eröffnete er mit sieben Schülern am 1. Dezember 1800 die erste deutsche Missionsschule, an der bis 1824 etwa 80 Missionare eine bis zu vierjährige Ausbildung erhielten, bevor sie von verschiedenen, oft ausländischen Missionsgesellschaften übernommen wurden. Wichtigste Schüler der Missionsschule waren Karl Gützlaff („der Missionar Chinas“, der in Ostasien, besonders auch in Korea, tätig war) sowie Karl Th. E. Rhenius (Missionar und Gegner des Kastenwesens in Süd-Indien) und Johann Hinrich Schmelen (der in Südafrika und Namibia missionierte). Angeregt zur Gründung dieser Missionsschule wurde Jaenicke durch den Tod seines jüngeren Bruders Joseph Daniel Jänicke (* 27. Juli 1759 in Berlin, 1776 Lehrer bei der böhmischen Gemeinde in Dresden, nach Studium in Halle ordiniert 1787 in Wernigerode), der seit 1788 als Missionar in Indien tätig und dort am 10. Mai 1800 in Tanjore gestorben war.
Zur Verbreitung der Bibel gründete er 1805 die „Biblische Gesellschaft“ und regte die 1814 daraus entstehende „Preußische Hauptbibelgesellschaft“ mit an. Er selbst übersetzte die Bibel ins Böhmische. Auch gründete er 1811/12 einen Traktatverein, der ab 1816 als Berliner „Hauptverein für christliche Erbauungsschriften in den preußischen Staaten“ firmierte.
Aus der im Jahr 1800 gegründeten Berliner Missionsschule entstand 1823 unter seinem Nachfolger und Schwiegersohn Johann Wilhelm Rückert die „Berliner Missionsgesellschaft“.
Jaenickes Frau starb 1819. Trotz schwindender Kräfte predigte er bis kurz vor seinem Tod jeden Sonntag in deutscher und böhmischer Sprache in der Bethlehemskirche. Er litt zuletzt an einer Wassersucht und starb 1827 im Alter von 79 Jahren in Berlin. Auf dem Friedhof der Bethlehems-Gemeinde vor dem Halleschen Tor wurde er beigesetzt. Das Grab ist nicht erhalten.
Sein Nachfolger in der Pfarrstelle an der Berliner Bethlehemskirche wurde der in der Inneren sowie Äußeren Mission tätige Johannes Evangelista Goßner.